# Arcivescovo

Stemma arcivescovile utilizzato nell'araldica ecclesiastica cattolica

In alcune chiese cristiane un arcivescovo (in greco antico: ἀρχιεπίσκοπος?, archiepískopos, composto da arché, primo, ed epískopos, supervisore) è un vescovo che presiede un'arcidiocesi. 
Essere arcivescovo invece che vescovo non comporta un'ulteriore ordinazione: è lo stesso grado del sacramento dell'ordine; la distinzione non è di carattere sacramentale, ma di funzione nella Chiesa.

## Caratteristiche
Per indicare che l'arcivescovo è a capo di una arcidiocesi metropolitana si usa l'espressione "metropolita", sottolineando così il fatto che l'arcivescovo presiede la diocesi "metropolitana", cioè quella che corrisponde normalmente alla città più grande o più importante della provincia ecclesiastica, che a sua volta, da sola o con altre, forma una regione ecclesiastica. In questo caso gli arcivescovi sono insigniti del pallio e il loro stemma porterà tale simbolo. 
Talvolta sono straordinariamente ammessi all'uso del pallio anche arcivescovi non metropoliti.

## Tipologia
Nel rito latino esistono arcivescovi non metropoliti, nei tre casi seguenti:
- Arcivescovi di un'arcidiocesi soppressa, della quale portano il titolo. Tali possono essere ad esempio alcuni vescovi che sono impiegati nelle congregazioni romane oppure i nunzi apostolici.
- Arcivescovi di arcidiocesi non metropolitane. Queste arcidiocesi possono essere di due tipi; vi sono infatti le arcidiocesi immediatamente soggette e quelle suffraganee, ossia sottoposte alla giurisdizione di un'arcidiocesi metropolitana. Le arcidiocesi immediatamente soggette non hanno suffraganee, ma non fanno parte di alcuna provincia ecclesiastica, quindi non sono neanche suffraganee di un metropolita; in pratica queste arcidiocesi equivalgono di fatto a piccole province ecclesiastiche. Esempi di questo stato sono l'arcidiocesi di Strasburgo, o l'arcidiocesi di Lucca. Molto più comune è il caso di arcidiocesi suffraganee, che sono comprese in province ecclesiastiche; a titolo di esempio l'arcivescovo di Brindisi-Ostuni o di quello di Otranto, le cui arcidiocesi sono suffraganee di Lecce, che è sede metropolitana.
- Vescovi che ricevono il titolo personale di arcivescovo, detti arcivescovi ad personam, senza che la diocesi di cui portano il titolo sia arcidiocesi: in questo caso infatti il titolo rimane legato alla sola persona dell'arcivescovo, come un titolo di particolare distinzione. Tradizionalmente tutti i vescovi traslati da un'arcidiocesi a una diocesi conservano il titolo di arcivescovo ad personam.

In tutti questi tre casi, e comunque ogni volta che un arcivescovo non è vescovo metropolita, egli di regola non indossa il pallio, che è un segno liturgico connesso alla potestà di supervisione nell'ambito della provincia ecclesiastica. Lo stemma dell'arcivescovo, perciò, non recherà tale simbolo.
In passato esistevano gli arcivescovi elettori: tale qualifica era riconosciuta ai pastori delle arcidiocesi di Treviri, Colonia e Magonza, principi elettori del Sacro Romano Impero. Anche qualora non fossero cardinali, era loro riconosciuto il trattamento di eminenza.

## Abbigliamento
In alcuni casi l'uso del pallio è concesso dal pontefice ad alcuni arcivescovi per motivi particolari. Ad esempio nel 2008 l'uso del pallio è stato concesso da papa Benedetto XVI all'arcivescovo di Trnava Ján Sokol, dopo che l'arcidiocesi di Trnava aveva perso il rango di sede metropolitana. 

## Araldica
Nella Chiesa cattolica tutti gli arcivescovi, metropoliti e non, hanno un segno distintivo nella propria araldica: i cordoni che scendono dal galero verde sui due lati dello stemma hanno quattro file di fiocchi (i semplici vescovi ne hanno soltanto tre; i cardinali cinque) e la croce è doppia.

Stemma da arcivescovo metropolita con pallio
Stemma da arcivescovo
Stemma da arcivescovo di Udine (o da arcivescovo elettore del Sacro Romano Impero)
Stemma da arcivescovo di Salisburgo (rosso con 10 nappe per lato)
Stemma da arcivescovo ad personam